# NGC 5471
NGC 5471 é uma nuvem estelar, parte da galáxia do Cata-vento,  localizada na direcção da constelação de Ursa Major. Possui uma declinação de +54° 23' 51" e uma ascensão recta de 14 horas, 04 minutos e 28,9 segundos. Foi descoberta em 22 de Agosto de 1863 por Heinrich Louis d'Arrest.